# Deutscher Musikverleger-Verband
Der Deutsche Musikverleger-Verband e. V. (DMV) ist Berufsverband und Interessenorganisation der deutschen Musikverleger.
Mit rund 320 Musikverlagen erreicht der Zusammenschluss einen Organisationsgrad von etwa 90 % der in Deutschland tätigen Verlage. Sitz des 1829 gegründeten Verbandes ist Berlin. Er vertritt die Interessen der Musikverlage in Deutschland. Musikverlage sind neben Komponisten und Textdichtern Mitglieder der Verwertungsgesellschaft GEMA. Der DMV ist Mitglied im Forum Musikwirtschaft, dem Deutschen Musikrat, des ICMP und der Coalition Culture and Creative Industries in Germany (K3D).
Jährlich vergibt der DMV den Deutschen Musikeditions-Preis "Best Edition". sowie den Preis für das "beste Konzertprogramm" der Saison.